# Discographie de Michel Berger
Cet article liste la discographie de Michel Berger, de 1963 à 1992.

## Albums studio
Tous les albums studio ont été publiés par WEA, sauf D'autres filles, publié par Parlophone, et Puzzle, publié par EMI Pathé Marconi.

## Albums live
Ces lives sont tous disponibles en CD. Néanmoins, seul Michel Berger au Zénith est disponible séparément du coffret Pour me comprendre.

## Illustrations musicales
- 1969 : Patchwork Orchestra Vol 2 - Variety / Light Music
- 1972 : Patchwork Orchestra Vol 4 - Gai / Mélancolique

## Opéras-rock
- 1978 : Starmania ou La Passion de Johnny Rockfort selon les évangiles télévisés, opéra-rock de Michel Berger et Luc Plamondon (album studio)
- 1979 : Starmania, le spectacle, opéra-rock de Michel Berger et Luc Plamondon (en public au Palais des Congrès)
- 1982 : Dreams In Stone, de Michel Berger (album studio enregistré aux États-Unis), coarrangé avec Michel Bernholc. Cet album a été un insuccès et c'est pour cela qu'il reste méconnu, notamment en France. Quelques traces restent sur des sites extérieurs[1],[2],[3].
- 1988 : Starmania, 2e version. Enregistrement CD au Théâtre de Paris puis en 1989 au Théâtre Marigny.
- 1990 : La Légende de Jimmy, opéra-rock de Michel Berger et Luc Plamondon (album studio)
- 1992 : Tycoon, de Michel Berger, Luc Plamondon et Tim Rice (album studio, adaptation anglaise de Starmania)

## Singles

### 45 tours
Note : Les singles de 1963 à 1966 ont été publiés par Pathé Marconi, ceux de 1972 à 1992 par WEA.
| Année | Face A                                        | Face B                                                             | Classement | Album                   | Ventes et certifications |
| Année | Face A                                        | Face B                                                             | FR ,       | Album                   | Ventes et certifications |
| ----- | --------------------------------------------- | ------------------------------------------------------------------ | ---------- | ----------------------- | ------------------------ |
| 1963  | Tu n'y crois pas                              | Amour et Soda                                                      | —          | uniquement en single    | NC                       |
| 1963  | Amour et Soda La Camomille                    | Tu n'y crois pas Je reviens seul                                   | —          | uniquement en single    | NC                       |
| 1964  | La Maison de campagne Attention, les copains  | À quoi je rêve L'Oiseau chanteur                                   | —          | uniquement en single    | NC                       |
| 1964  | Partout En t'attendant                        | D'autres filles Pourtant                                           | —          | uniquement en single    | NC                       |
| 1965  | Vous êtes toutes les mêmes Je ne t'oublie pas | Le Souvenir Jamais je n'ai pensé                                   | —          | uniquement en single    | NC                       |
| 1965  | Me débrouiller C'est vraiment curieux         | Tu as tous les torts Pêle-mêle                                     | —          | uniquement en single    | NC                       |
| 1966  | Jim s'est pendu Thierry                       | HLM blues Mon jour de chance                                       | —          | uniquement en single    | NC                       |
| 1966  | Mathusalem Turlututu, je vous aime            | Lola est à Dieu, elle n'est plus à toi Tes yeux                    | —          | uniquement en single    | NC                       |
| 1972  | Words (sous le nom de Michel Hamburger)       | La vieille dame nous l'avait dit (sous le nom de Michel Hamburger) | —          | uniquement en single    | NC                       |
| 1973  | Attends-moi                                   | Si tu t'en vas                                                     | —          | Michel Berger           | NC                       |
| 1973  | Écoute la musique                             | Le Secret                                                          | 34         | Chansons pour une fan   | NC                       |
| 1974  | À moitié, à demi, pas du tout                 | La Petite Prière                                                   | —          | Chansons pour une fan   | NC                       |
| 1974  | L'amour est là                                | Jamais, non jamais                                                 | —          | Que l'amour est bizarre | NC                       |
| 1975  | Seras-tu là ?                                 | Médina                                                             | 43         | Que l'amour est bizarre | NC                       |
| 1975  | Que l'amour est bizarre (single promo)        | L'amour existe encore (single promo)                               | —          | Que l'amour est bizarre | NC                       |
| 1976  | Ça balance pas mal à Paris (avec France Gall) | Le Monologue d'Émilie (uniquement France Gall)                     | 27         | uniquement en single    | NC                       |
| 1977  | Mon Piano danse (single promo)                | Rendez-vous sur la Cienega                                         | —          | Mon piano danse         | NC                       |
| 1980  | La Groupie du pianiste                        | Quelques mots d'amour                                              | 7          | Beauséjour              | 400 000                  |
| 1980  | Celui qui chante                              | C'est pour quelqu'un                                               | 23         | Beauséjour              | NC                       |
| 1981  | Mademoiselle Chang                            | Antoine                                                            | 12         | Beaurivage              | 200 000                  |
| 1982  | Maria Carmencita                              | Déjà je suis loin                                                  | 61         | Beaurivage              | NC                       |
| 1982  | Innocent Eyes                                 | Rooftops                                                           | —          | Dreams In Stone         | NC                       |
| 1982  | Apple pie                                     | Rooftops                                                           | —          | Dreams In Stone         | NC                       |
| 1983  | Voyou                                         | Mandoline                                                          | 17         | Voyou                   | 200 000                  |
| 1983  | Les Princes des villes                        | Lumière du jour                                                    | 32         | Voyou                   | NC                       |
| 1983  | Lumière du jour                               | Squatter                                                           | —          | Voyou                   | NC                       |
| 1985  | Y'a pas de honte                              | Ça la fait pleurer pour un rien                                    | —          | Différences             | NC                       |
| 1986  | Si tu plonges                                 | Il vient de toi                                                    | —          | Différences             | NC                       |
| 1986  | Chanter pour ceux qui sont loin de chez eux   | Quand on est ensemble                                              | —          | Différences             | NC                       |
| 1990  | Ça ne tient pas debout                        | Chanson pour Man Ray                                               | —          | Ça ne tient pas debout  | NC                       |
| 1990  | Le Paradis blanc                              | Privé d'amour                                                      | —          | Ça ne tient pas debout  | NC                       |
| 1992  | Laissez passer les rêves (avec France Gall)   | Jamais partir (avec France Gall)                                   | 37         | Double Jeu              | NC                       |
| 1992  | Superficiel et léger (avec France Gall)       | Bats-toi (avec France Gall)                                        | 42         | Double Jeu              | NC                       |
| 1993  | Les Élans du cœur (avec France Gall)          | Le Couloir des Halles (avec France Gall)                           | —          | Double Jeu              | NC                       |

### Singles à titre posthume et rééditions
| Année | Singles                                     | Classement (Meilleure place) | Classement (Meilleure place) | Classement (Meilleure place) |
| Année | Singles                                     | FR                           | BEL/Wa                       |                              |
| ----- | ------------------------------------------- | ---------------------------- | ---------------------------- | ---------------------------- |
| 2012  | Seras-tu-là ?                               | 67                           | —                            |                              |
| 2012  | Le Paradis blanc                            | 24                           | —                            |                              |
| 2012  | La Groupie du pianiste                      | 71                           | —                            |                              |
| 2012  | Quelques mots d'amour                       | 65                           | —                            |                              |
| 2012  | Diego, libre dans sa tête                   | 164                          | —                            |                              |
| 2012  | Chanter pour ceux qui sont loin de chez eux | 99                           | —                            |                              |
| 2015  | Un dimanche au bord de l'eau                | 162                          | —                            |                              |
| 2018  | La Minute de silence                        | 157                          | —                            |                              |
| 2018  | Ça balance pas mal à Paris                  | 91                           | —                            |                              |
| 2018  | Laissez passer les rêves                    | 116                          | —                            |                              |
| 2018  | Lumière du jour                             | 149                          | —                            |                              |
| 2018  | Les Princes des villes                      | 185                          | —                            |                              |
| 2022  | Vivre                                       | —                            | —                            |                              |

### Singles promotionnels
- 1971 : 3e mouvement (1re partie) / 3e mouvement (suite et fin)
- 1974 : À moitié, à demi, pas du tout / Peut-être toi, peut-être moi
- 1974 : L'amour est là / Jamais non jamais
- 1977 : Mon piano danse / Rendez-vous sur la Cienega
- 1980 : La Groupie du pianiste / Quelques mots d'amour (spécial juke-box ; existe aussi en single promotionnel)
- 1981 : Mademoiselle Chang / Antoine
- 1982 : Innocent Eyes / Rooftops
- 1982 : Apple Pie / Rooftops (pressage canadien)
- 1982 : Apple Pie (Edited Version) / Apple Pie (pressage américain)
- 1983 : Voyou / Mandoline
- 1986 : Si tu plonges / Il vient de toi (copie promotionnelle concert)
- 2002 : La Fille au sax[23]

## Compilations
Nota : La liste n'est pas exhaustive
- 1981 : Les Plus belles chansons de Michel Berger
- 1994 : Celui qui chante (18 titres)[24].dont 1 inédit, Comme des loups
- 2002 : Pour me comprendre
- 2005 : Quand on est ensemble (par France Gall sur 17 titres et Elton John sur un, 2 cd 36 titres)
- 2007 : Chanter pour ceux… (2 cd 40 titres + 1 dvd 5 titres)
- 2012 : Pour me comprendre (2 cd 40 titres 1973-2002, dont 1 inédit de 1981, La fille au sax)[25].
- 2022 : Vivre (3 cd 61 titres, dont un inédit de 1980, Vivre)

## Classement des titres classés
| Années | Titres                                                                  | Classement des ventes | Classement des ventes | Classement des ventes | Classement des ventes | Classement des ventes | Classement des ventes | Classement des ventes | Classement des ventes | Classement des ventes | Classement des ventes |
| Années | Titres                                                                  | FR ,                  | BEL/Wa                | BEL/Fl                | NL                    | CH                    | AUT                   | SE                    | NO                    | DK                    | ES                    |
| ------ | ----------------------------------------------------------------------- | --------------------- | --------------------- | --------------------- | --------------------- | --------------------- | --------------------- | --------------------- | --------------------- | --------------------- | --------------------- |
| 1963   | Tu n'y crois pas (Michel Berger)                                        | —                     | —                     | —                     | —                     | —                     | —                     | —                     | —                     | —                     | —                     |
| 1964   | D'autres filles (Berger)                                                | —                     | —                     | —                     | —                     | —                     | —                     | —                     | —                     | —                     | —                     |
| 1969   | Adieu jolie Candy (Jean-François Michaël)                               | —                     | 1                     | —                     | —                     | —                     | —                     | —                     | —                     | —                     | —                     |
| 1971   | Jesus (Jeremy Faith (sv) And The St Mathews Church Choir And Orchestra) | 3                     | 2                     | 6                     | —                     | —                     | —                     | —                     | —                     | —                     | —                     |
| 1972   | Besoin de personne (Véronique Sanson)                                   | 12                    | 12                    | —                     | —                     | —                     | —                     | —                     | —                     | —                     | —                     |
| 1972   | Viens dans mes nuages (René Joly)                                       | —                     | —                     | —                     | —                     | —                     | —                     | —                     | —                     | —                     | —                     |
| 1972   | Comme je l'imagine (Sanson)                                             | —                     | 22                    | —                     | —                     | —                     | —                     | —                     | —                     | —                     | —                     |
| 1972   | Chanson sur une drôle de vie (Sanson)                                   | 123                   | 22                    | —                     | —                     | —                     | —                     | —                     | —                     | —                     | —                     |
| 1974   | Écoute la musique (Berger)                                              | —                     | 44                    | —                     | —                     | —                     | —                     | —                     | —                     | —                     | —                     |
| 1974   | Message personnel (Françoise Hardy)                                     | 27                    | 6                     | —                     | —                     | —                     | —                     | —                     | —                     | —                     | —                     |
| 1974   | À moitié, à demi, pas du tout (Berger)                                  | —                     | 47                    | —                     | —                     | —                     | —                     | —                     | —                     | —                     | —                     |
| 1974   | Je suis moi (Hardy)                                                     | 43                    | 26                    | —                     | —                     | —                     | —                     | —                     | —                     | —                     | —                     |
| 1974   | La Déclaration d'amour (France Gall)                                    | 25                    | 8                     | —                     | —                     | —                     | —                     | —                     | —                     | —                     | —                     |
| 1974   | If That's All I Can (Bobby Vinton)                                      | —                     | —                     | 29                    | —                     | —                     | —                     | —                     | —                     | —                     | —                     |
| 1974   | Als je komt dan zal ik thuis zijn (Willeke Alberti)                     | —                     | —                     | —                     | 25                    | —                     | —                     | —                     | —                     | —                     | —                     |
| 1975   | Mais, aime la (Gall)                                                    | 20                    | 23                    | —                     | —                     | —                     | —                     | —                     | —                     | —                     | —                     |
| 1975   | L'amour est là (Berger)                                                 | —                     | 49                    | —                     | —                     | —                     | —                     | —                     | —                     | —                     | —                     |
| 1975   | Seras-tu là ? (Berger)                                                  | 109                   | 41                    | —                     | —                     | —                     | —                     | —                     | —                     | —                     | —                     |
| 1975   | Que l'amour est bizarre (Berger)                                        | —                     | —                     | —                     | —                     | —                     | —                     | —                     | —                     | —                     | —                     |
| 1976   | Samba mambo (Gall)                                                      | 20                    | 17                    | —                     | —                     | —                     | —                     | —                     | —                     | —                     | —                     |
| 1976   | Comment lui dire (Gall)                                                 | 20                    | 17                    | —                     | —                     | —                     | —                     | —                     | —                     | —                     | —                     |
| 1976   | Ça balance pas mal à Paris (Berger et Gall)                             | 27                    | 21                    | —                     | —                     | —                     | —                     | —                     | —                     | —                     | —                     |
| 1976   | Mon bébé blond (Berger)                                                 | —                     | —                     | —                     | —                     | —                     | —                     | —                     | —                     | —                     | —                     |
| 1977   | Ce soir je ne dors pas (Gall)                                           | —                     | 47                    | —                     | —                     | —                     | —                     | —                     | —                     | —                     | —                     |
| 1977   | Musique (Gall)                                                          | 6                     | 3                     | —                     | —                     | —                     | —                     | —                     | —                     | —                     | —                     |
| 1977   | Si, maman si (Gall)                                                     | 18                    | 16                    | —                     | —                     | —                     | —                     | —                     | —                     | —                     | —                     |
| 1977   | Ce garçon qui danse (Gall)                                              | 18                    | 16                    | —                     | —                     | —                     | —                     | —                     | —                     | —                     | —                     |
| 1978   | Les Uns contre les autres (Fabienne Thibeault)                          | —                     |                       | —                     | —                     | —                     | —                     | —                     | —                     | —                     | —                     |
| 1979   | Banlieue nord (Daniel Balavoine)                                        | —                     |                       | —                     | —                     | —                     | —                     | —                     | —                     | —                     | —                     |
| 1980   | Quelques mots d'amour (Berger)                                          | 6                     |                       | —                     | —                     | —                     | —                     | —                     | —                     | —                     | —                     |
| 1980   | La Groupie du pianiste (Berger)                                         | 6                     |                       | —                     | —                     | —                     | —                     | —                     | —                     | —                     | —                     |
| 1980   | Celui qui chante (Berger)                                               | —                     |                       | —                     | —                     | —                     | —                     | —                     | —                     | —                     | —                     |
| 1980   | Il jouait du piano debout (Gall)                                        | 1                     | 7                     | 7                     | 26                    | 77                    | —                     | —                     | —                     | —                     | —                     |
| 1981   | Les Aveux (Elton John et Gall)                                          | 6                     |                       | 37                    | 46                    | —                     | —                     | —                     | —                     | —                     | —                     |
| 1981   | Donner pour donner (John et Gall)                                       | 6                     |                       | 37                    | 46                    | —                     | —                     | —                     | —                     | —                     | —                     |
| 1981   | Mademoiselle Chang (Berger)                                             | 9                     |                       | —                     | —                     | —                     | —                     | —                     | —                     | —                     | —                     |
| 1982   | Maria Carmencita (Berger)                                               | —                     |                       | —                     | —                     | —                     | —                     | —                     | —                     | —                     | —                     |
| 1982   | Déjà je suis loin (Berger)                                              | —                     |                       | —                     | —                     | —                     | —                     | —                     | —                     | —                     | —                     |
| 1983   | Voyou (Berger)                                                          | 15                    |                       | —                     | —                     | —                     | —                     | —                     | —                     | —                     | —                     |
| 1983   | Les Princes des villes (Berger)                                         | —                     |                       | —                     | —                     | —                     | —                     | —                     | —                     | —                     | —                     |
| 1984   | Hong-Kong Star (Gall)                                                   | 6                     |                       | —                     | —                     | —                     | —                     | —                     | —                     | —                     | —                     |
| 1984   | Débranche ! (Gall)                                                      | 8                     |                       | —                     | —                     | —                     | —                     | —                     | —                     | —                     | —                     |
| 1985   | Calypso (Gall)                                                          | 36                    |                       | —                     | —                     | —                     | —                     | —                     | —                     | —                     | —                     |
| 1985   | Quelque chose de Tennessee (Johnny Hallyday)                            | 10                    |                       | —                     | —                     | 25                    | —                     | —                     | —                     | —                     | —                     |
| 1985   | Le Chanteur abandonné (Hallyday)                                        | 13                    |                       | —                     | —                     | —                     | —                     | —                     | —                     | —                     | —                     |
| 1985   | Y'a pas de honte (Berger)                                               | —                     |                       | —                     | —                     | —                     | —                     | —                     | —                     | —                     | —                     |
| 1986   | Aimer vivre (Hallyday)                                                  | 28                    |                       | —                     | —                     | —                     | —                     | —                     | —                     | —                     | —                     |
| 1986   | Si tu plonges (Berger)                                                  | —                     |                       | —                     | —                     | —                     | —                     | —                     | —                     | —                     | —                     |
| 1986   | Chanter pour ceux qui sont loin de chez eux (Berger)                    | —                     |                       | —                     | —                     | —                     | —                     | —                     | —                     | —                     | —                     |
| 1987   | Ella, elle l'a (Gall)                                                   | 2                     |                       | —                     | 38                    | 5                     | 1                     | 4                     | —                     | —                     | —                     |
| 1987   | Babacar (Gall)                                                          | 11                    |                       | —                     | —                     | —                     | —                     | 27                    | —                     | —                     | —                     |
| 1988   | Évidemment (Gall)                                                       | 6                     |                       | —                     | —                     | —                     | —                     | 89                    | —                     | —                     | —                     |
| 1988   | Que je t'aime (Hallyday)                                                | 31                    |                       | —                     | —                     | —                     | —                     | —                     | —                     | —                     | —                     |
| 1988   | Papillon de nuit (Gall)                                                 | 23                    |                       | —                     | —                     | —                     | —                     | —                     | —                     | —                     | —                     |
| 1988   | Les Uns contre les autres (Maurane)                                     | 43                    |                       | —                     | —                     | —                     | —                     | —                     | —                     | —                     | —                     |
| 1989   | La Chanson d'Azima (Gall)                                               | 29                    |                       | —                     | —                     | —                     | —                     | —                     | —                     | —                     | —                     |
| 1990   | Ça ne tient pas debout (Berger)                                         | —                     |                       | —                     | —                     | —                     | —                     | —                     | —                     | —                     | —                     |
| 1990   | Amoureuse (Sanson)                                                      | —                     |                       | —                     | —                     | —                     | —                     | —                     | —                     | —                     | —                     |
| 1990   | La Légende de Jimmy (Diane Tell)                                        | 9                     |                       | —                     | —                     | —                     | —                     | —                     | —                     | —                     | —                     |
| 1990   | Le Paradis blanc (Berger)                                               | —                     |                       | —                     | —                     | —                     | —                     | —                     | —                     | —                     | —                     |
| 1991   | Diego libre dans sa tête (Hallyday)                                     | 10                    |                       | —                     | —                     | —                     | —                     | 58                    | —                     | —                     | —                     |
| 1992   | Laissez passer les rêves (Berger et Gall)                               | 37                    |                       | —                     | —                     | —                     | —                     | —                     | —                     | —                     | —                     |
| 1992   | The World Is Stone (Cyndi Lauper)                                       | 2                     |                       | 41                    | —                     | —                     | —                     | —                     | —                     | —                     | —                     |
| 1992   | Superficiel et léger (Berger et Gall)                                   | 42                    |                       | —                     | —                     | —                     | —                     | —                     | —                     | —                     | —                     |
| 1993   | Les Élans du cœur (Berger et Gall)                                      | —                     |                       | —                     | —                     | —                     | —                     | —                     | —                     | —                     | —                     |
| 1993   | Only the Very Best (Peter Kingsbery)                                    | 2                     |                       | 6                     | —                     | —                     | —                     | —                     | —                     | —                     | —                     |
| 1993   | Le monde est stone (Les Enfoirés)                                       | 11                    |                       | —                     | —                     | —                     | —                     | —                     | —                     | —                     | —                     |
| 1993   | Un garçon pas comme les autres (Ziggy) (Céline Dion)                    | 2                     |                       | —                     | —                     | —                     | —                     | —                     | —                     | —                     | —                     |
| 1994   | Seras-tu là ? (Sanson)                                                  | 10                    |                       | —                     | —                     | —                     | —                     | —                     | —                     | —                     | —                     |
| 1994   | Quand on n'a plus rien à perdre (Judith Bérard et Bruno Pelletier)      | —                     |                       | —                     | —                     | —                     | —                     | —                     | —                     | —                     | —                     |
| 1998   | Chanter pour ceux qui sont loin de chez eux (Lââm)                      | 2                     | 1                     | —                     | —                     | —                     | —                     | —                     | —                     | —                     | —                     |
| 2002   | Le monde est stone (Garou)                                              | 27                    | 20                    | —                     | —                     | —                     | —                     | —                     | —                     | —                     | —                     |
| 2002   | Ella elle lá (Envoy)                                                    | —                     | —                     | —                     | —                     | —                     | 37                    | —                     | —                     | —                     | —                     |
| 2002   | Musique (Star Academy)                                                  | 2                     | 2                     | —                     | —                     | 15                    | —                     | —                     | —                     | —                     | —                     |
| 2007   | SOS d'un terrien en détresse (Grégory Lemarchal)                        | 119                   | —                     | —                     | —                     | 28                    | —                     | —                     | —                     | —                     | —                     |
| 2008   | Ella, elle l'a (Kate Ryan)                                              | —                     | 34                    | 7                     | 5                     | 50                    | 23                    | 2                     | 9                     | 29                    | 23                    |
| 2009   | Babacar (Ryan)                                                          | —                     | —                     | 17                    | —                     | —                     | 53                    | 27                    | —                     | —                     | 21                    |
| 2009   | Évidemment (Ryan)                                                       | —                     | —                     | 27                    | —                     | —                     | —                     | —                     | —                     | —                     | —                     |
| 2010   | SOS d'un terrien en détresse (Los Angeles: The Voices (en))             | —                     | —                     | —                     | 50                    | —                     | —                     | —                     | —                     | —                     | —                     |
| 2012   | La Groupie du pianiste (Berger)                                         | 71                    | —                     | —                     | —                     | —                     | —                     | —                     | —                     | —                     | —                     |
| 2012   | Diego libre dans sa tête (Berger)                                       | 164                   | —                     | —                     | —                     | —                     | —                     | —                     | —                     | —                     | —                     |
| 2012   | Seras-tu là ? (Berger)                                                  | 67                    | —                     | —                     | —                     | —                     | —                     | —                     | —                     | —                     | —                     |
| 2012   | Chanter pour ceux qui sont loin de chez eux (Berger)                    | 99                    | —                     | —                     | —                     | —                     | —                     | —                     | —                     | —                     | —                     |
| 2012   | Quelques mots d'amour (Berger)                                          | 65                    | —                     | —                     | —                     | —                     | —                     | —                     | —                     | —                     | —                     |
| 2012   | Il jouait du piano debout (Gall)                                        | 151                   | —                     | —                     | —                     | —                     | —                     | —                     | —                     | —                     | —                     |
| 2012   | Le monde est stone (Amalya)                                             | 87                    | —                     | —                     | —                     | —                     | —                     | —                     | —                     | —                     | —                     |
| 2012   | Résiste (Gall)                                                          | 187                   | —                     | —                     | —                     | —                     | —                     | —                     | —                     | —                     | —                     |
| 2012   | Plus d'été (Gall)                                                       | 143                   | —                     | —                     | —                     | —                     | —                     | —                     | —                     | —                     | —                     |
| 2013   | Évidemment (Jenifer)                                                    | 97                    | —                     | —                     | —                     | —                     | —                     | —                     | —                     | —                     | —                     |
| 2013   | Ella, elle l'a (Jenifer)                                                | 90                    | —                     | —                     | —                     | —                     | —                     | —                     | —                     | —                     | —                     |
| 2013   | Diego libre dans sa tête (Jenifer et I Chjami Aghjalesi)                | 164                   | —                     | —                     | —                     | —                     | —                     | —                     | —                     | —                     | —                     |
| 2013   | Si, maman si (Jenifer)                                                  | 117                   | —                     | —                     | —                     | —                     | —                     | —                     | —                     | —                     | —                     |
| 2013   | La Déclaration d'amour (Jenifer)                                        | 148                   | —                     | —                     | —                     | —                     | —                     | —                     | —                     | —                     | —                     |
| 2013   | Si, maman si (Olympe)                                                   | 165                   | —                     | —                     | —                     | —                     | —                     | —                     | —                     | —                     | —                     |
| 2013   | Résiste (Jenifer)                                                       | 85                    | —                     | —                     | —                     | —                     | —                     | —                     | —                     | —                     | —                     |
| 2014   | Seras-tu là ? (Les Enfoirés)                                            | 126                   | —                     | —                     | —                     | —                     | —                     | —                     | —                     | —                     | —                     |
| 2014   | Amoureuse (Sanson)                                                      | 60                    | —                     | —                     | —                     | —                     | —                     | —                     | —                     | —                     | —                     |
| 2018   | Seras-tu là ? (Françoise Hardy)                                         | 41                    | —                     | —                     | —                     | —                     | —                     | —                     | —                     | —                     | —                     |

Les cases grisées signifient que les classements de ce pays n'existaient pas lors de la sortie du disque ou que ceux-ci sont indisponibles.

## Classements et ventes des albums
| Années | Titres                        | Classement des ventes | Classement des ventes | Classement des ventes | Certifications, |
| Années | Titres                        | FR,                   | FR Compil             | BEL/Wa                | Certifications, |
| ------ | ----------------------------- | --------------------- | --------------------- | --------------------- | --------------- |
| 1980   | Beauséjour                    |                       |                       |                       | Or              |
| 1981   | Beaurivage                    |                       |                       |                       | —               |
| 1983   | Voyou                         |                       |                       |                       | Or              |
| 1985   | Différences                   | —                     |                       |                       | Or              |
| 1986   | Michel Berger au Zénith       | 33                    |                       |                       | —               |
| 1990   | Ça ne tient pas debout        | 15                    |                       |                       | 2 × Or          |
| 1992   | Double Jeu (avec France Gall) | 1                     |                       |                       | 2 × Platine     |
| 1994   | Celui qui chante              | —                     | 9                     | 38                    | 3 × Platine     |
| 2002   | Pour me comprendre            | 3                     | 1                     | 5                     | 3 × Platine     |
| 2022   | Vivre                         | 12                    | —                     | 37                    | Platine         |

Les cases grisées signifient que les classements de ce pays n'existaient pas lors de la sortie du disque ou que ceux-ci sont indisponibles.